# Águia Branca
Águia Branca este un oraș în statul Espírito Santo (ES) din Brazilia.